# Boratîn, Brodî
Boratîn (în ucraineană Боратин) este un sat în comuna Ponîkva din raionul Brodî, regiunea Liov, Ucraina.

## Demografie
Componența lingvistică a localității Boratîn
     Ucraineană (99,22%)
     Alte limbi (0,78%)
Conform recensământului din 2001, majoritatea populației localității Boratîn era vorbitoare de ucraineană (99,22%), existând în minoritate și vorbitori de alte limbi.